# حي الحوج العدني (إب)
حي الحوج العدني هو أحد أحياء مديرية المشنه في محافظة إب اليمنية. يبلغ تعداد سكانه 970 نسمة حسب التعداد السكاني في اليمن لعام 2004.